# SOS Racisme
SOS Racisme est une association française créée en 1984, dont le but déclaré est la lutte contre le racisme, l'antisémitisme et plus généralement toutes les formes de discrimination. L'association est créée par le parti socialiste (PS) et a pour fondateurs les hommes politiques Julien Dray et Harlem Désir. Dominique Sopo en est le président actuel depuis 2003 (à l'exception de deux années passées en retrait, entre 2012 et 2014). Le slogan de l'association est « Touche pas à mon pote ».

## Activités et objectifs
L'association se constitue initialement en réaction contre la progression de l'extrême-droite au début des années 1980 et des crimes racistes qui lui sont imputés,. Elle se constitue partie civile durant des procès pour des accusations de faits à caractère raciste.
Par la suite, dès la fin des années 1990, l'association s'oriente vers la mise en évidence et l'aide juridique pour porter plainte contre des discriminations, notamment par le biais de testing pratiqués à l'entrée de boîtes de nuit, lieux de loisirs, auprès d'agences immobilières ou d'employeurs potentiels afin de démontrer toute forme de discrimination qui s'y exerceraient. Elle promeut une conception de procédures d'embauche sans discrimination, notamment par le CV anonymes, mais aussi des audits internes en entreprise et la formation des collaborateurs à lutter contre toutes les formes de discriminations, par exemple Randstad France en partenariat avec l'Institut Randstad pour la diversité et l'égalité des chances.
Les objectifs affirmés de l'association sont de construire une « république métissée » qui assure une égalité à tous. Elle dit rejeter tout autant les conceptions d'extrême-droite que les conceptions « communautaristes » de la lutte antiraciste. Selon l'association, « L’antiracisme n’a jamais été pour nous la volonté de défendre telle population contre telle autre, de voir se constituer sur des bases ethniques ou religieuses des « syndicats » de défense de telle ou telle communauté. L’antiracisme, pour nous, a toujours été la volonté de voir chacun vivre à égale dignité dans la société, quelles que soient ses origines, sa confession ou ses pratiques culturelles ».

## Histoire du mouvement

### Contexte
SOS Racisme est née dans le contexte de lutte contre les succès électoraux de l'extrême-droite et diverses expressions de racisme. Durant les années 1970 et au début des années 1980, des personnes d'Asie, d'nord-africaine et subsaharienne qui vivent en France et y ont fait leur vie, sont inscrites durablement dans la réalité. Des violences policières sont à l'origine de la Marche pour l'égalité et contre le racisme. En outre, la crise économique et sociale crée un contexte de tension propice aux réactions de rejet. La grève menée de l'usine automobile Talbot de Poissy (PSA) verra des affrontements entre une milice patronale et des grévistes, ainsi qu'une instrumentalisation de la question des ouvriers immigrés. Enfin, à l'automne 1983, des adhérents et sympathisants du Parti socialiste participent à des « dimanches noirs » qui voient des batailles rangées entre les militants FN et les organisations d'extrême-gauche à la suite d'élections municipales partielles dans des villes de gauche qui connaissaient une montée du vote FN.

### Préparation et fondation
Atlantico écrit que « SOS Racisme est fondé par Jacques Attali, Julien Dray avec le renfort de l’Union des étudiants juifs de France ». Eric Ghebali, le président de l'Union des Étudiants Juifs de France (UEJF) où le frère de Julien Dray milite aussi, est le secrétaire général de SOS-Racisme,. SOS Racisme voit le jour le 15 octobre 1984 . Sa création intervient un an après la « Marche pour l'égalité et contre le racisme » appelée aussi « marche des beurs ». Télérama écrit que « la création de SOS Racisme par les socialistes (PS) va étouffer [ce] mouvement autonome et instiller un sentiment de trahison chez les militants de l’immigration ». Le mouvement est au départ ouvert à toutes les origines politiques, mais plusieurs personnalités du PS, elles-mêmes issues des mouvements trotskistes (tels Julien Dray ou Harlem Désir) et d'autres mouvements de gauche prennent peu à peu en main l'association. Le livre Histoire secrète de SOS Racisme écrit par Serge Malik, l'un des fondateurs du mouvement et qui en démissionnera, dénonce – comme François de Closets – une instrumentalisation politique de l'antiracisme à travers SOS Racisme, une surreprésentation de membres de l'Union des étudiants juifs de France et une marginalisation des « beurs ». Cette utilisation politique, ainsi que le fort niveau de diplômes, expliquent également, selon Philippe Juhem, « l'hostilité » et « la défiance que les associations du “mouvement beur” manifesteront à l'égard de SOS ».
L'ambition de Julien Dray et des fondateurs de SOS Racisme, parmi lesquels on trouve Eric Ghebali, Harlem Désir, Gérard Filoche,, Marc Ladreit de Lacharrière et Daniel Saada (Bernard-Henri Lévy indique sur son site internet compter aussi parmi ses fondateurs), est de construire ce qu'ils appellent un « mouvement de masse » dont la capacité de mobilisation importe plus que le détail de son programme. Après une première conférence de presse infructueuse sur le plan médiatique, Harlem Désir relate à 
l'Humanité que Bernard-Henri Lévy, conçoit pour l'association, « un plan de bataille [médiatique] en or massif » Les fondateurs élaborent rapidement une « histoire officielle » de l'association : une anecdote liée au « racisme ambiant » est systématiquement diffusée auprès des journalistes pour accréditer la thèse d'un « mouvement spontané issu de l'indignation morale d'une bande de copains ». Jacques Attali dans son livre Verbatim (1993) soutient lui que l'association est créée de toutes pièces à partir de l'Élysée. Cette version est contestée par d'autres études qui soulignent cependant le rôle du soutien financier de l’État via des organismes comme le FASILD ou mettent en avant « la prégnance d’une logique qui emprunte davantage à la publicité qu’au militantisme ». 
Selon Julien Dray, SOS Racisme est en partie inspiré par la mobilisation anglaise « Rock Against Racism » (l'association organise d'ailleurs un grand concert à Paris le 15 juin 1985) dans le contexte d'affirmation du FN aux élections partielles de 1983 et d'agressions racistes. Sa première rencontre avec le conseiller élyséen Jean-Louis Bianco, fin 1983, ne débouche sur rien. Ce n'est qu'à l'occasion de la deuxième, à l'été 1984, que Jacques Pilhan accorde un intérêt à sa démarche ; mais c'est surtout l’invitation d'Harlem Désir à l'émission Droit de réponse, le soutien d'intellectuels comme Marek Halter et Simone Signoret puis d'artistes comme Coluche, Karim Allaoui ou Guy Bedos qui permettent le décollage de SOS Racisme. Selon Dray, lui et ses proches auraient mis au service de l'association « un savoir-faire militant, une bonne formation d'agitprop », alors que le PS aurait tenu le mouvement pour suspect à cause des anciens trotskistes à sa direction. Le montant cumulé des subventions officielles ainsi que le mécénat de Pierre Bergé ne sont pas détaillés.[réf. nécessaire]

### Prises de position et actions

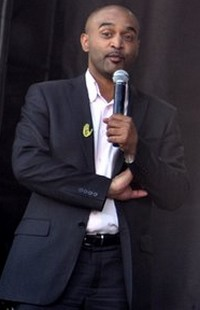
Dominique Sopo, actuel président de SOS Racisme.

Les mots d'ordre de l'association sont ceux de la fraternité et du multiculturalisme symbolisés par le slogan « Touche pas à mon pote » trouvé par le journaliste Didier François, inscrit au sein d'une main jaune créée par le communicant Christian Michel. Dans ses premières années, l'association mène plusieurs actions très médiatiques, dont la plus marquante est le « Concert des Potes ». Le premier a eu lieu le 15 juin 1985 à 19 h (et s'est prolongé jusqu'à 5 h du matin). Il s'est appelé « Touche pas à ma concorde » (place de la Concorde). Le deuxième a eu lieu le 14 juin 1986 et a été surnommé « Mon pote, c'est le pied » (Place de la Bastille). Quant au troisième concert (20 juin 1987 : voir Vincennes) ainsi que ceux ayant eu lieu jusqu'à aujourd'hui, ils s'appellent tout simplement le « Concert des Potes ».
Dès l'origine, SOS Racisme considère que le combat contre les discriminations passe par une réflexion sur l'urbanisme et le rôle de l'école. Ainsi, elle a dénoncé, dès le début des années 1990, la constitution en périphérie des grandes villes d'ensemble urbains devenus, après peuplement, des ghettos. Elle mettra en avant le mot d'ordre « intégration » – excluant par là-même aussi bien le terme d’« assimilation » que l'expression d'un « droit à la différence » – et citera souvent en exemple la réussite sociale de personnes d'origine immigrée. La fin des années 1980 et le début des années 1990 sont l'occasion pour l'association de donner une vitrine à son combat au travers de grands concerts donnés à Paris en plein air (La Concorde, Bastille, République, Vincennes). SOS Racisme bénéficie également de l'aura personnelle de son président, Harlem Désir, alors très présent dans les médias et considéré comme un excellent communiquant politique,,.
Dans ses premières années, l'association poursuit plusieurs buts. Il s'agit tout d'abord de créer un « cordon sanitaire » républicain autour du Front National de l'époque afin d'éviter, aussi bien localement que nationalement, qu'il ne participe à une quelconque majorité. De manière assez singulière en Europe, ce but, poursuivi également par les autres associations antiracistes, est atteint : malgré le niveau électoral auquel s'est maintenu le Front National de 1984 à 2007 (10 à 17 % des voix exprimées à l'occasion des élections nationales), le FN ne peut participer à la moindre majorité parlementaire, la droite française tentant simplement de l'intégrer dans quelques majorités des exécutifs régionaux, avant de devoir y renoncer sous la pression politique et médiatique.
À partir de 1989, le succès de l'association décline : hostilité des associations de jeunes issus de l'immigration restées dans l'ombre (associations locales de banlieue, aujourd'hui disparues, qui cherchent à se nationaliser et à se fédérer, tels le Conseil des associations d'immigrés en France (CAIF), Mémoire fertile ou les Jeunes Arabes de Lyon et Banlieue (JALB) nées dans un contexte marqué par l'appropriation progressive de la scène médiatique par SOS Racisme et France Plus), contradictions dans les prises de position, déchirements internes ponctués par l'ouvrage de Malik, incapacité à diaboliser le Front national et à définir le projet de société multiculturelle[réf. souhaitée]. SOS Racisme et France Plus, sans disparaître, rentrent dans le rang dans les années 1990. Le mouvement se divise sur la guerre du Golfe et ses relations avec le PS se tendent,,.
À la fin des années 1990, l'association passe d'un combat moral (l'antiracisme) à la lutte sociale.[réf. nécessaire] Elle s'attache à défendre le droit du sol dont l'intérêt pour le pays est examiné sous différents gouvernements de droite (Gouvernement Chirac de 1986 à 1988, Gouvernement Balladur de 1993 à 1995 et Gouvernement Juppé de 1995 à 1997). Par une coïncidence surprenante, ce sont Jacques Chirac et Valéry Giscard d'Estaing qui ont signé en tant respectivement que Premier ministre et président de la République le décret sur le regroupement familial qui a créé les immigrés de deuxième, puis de troisième génération). Les mobilisations des associations et des partis de gauche ont empêché ce réexamen du droit du sol, considéré comme partie intégrante du Pacte républicain par ses défenseurs. Elle pratique les « testings », une méthode tendant à apporter des preuves en matière de discriminations raciales dans les domaines de l'accès au logement, du travail en général et de l'hôtellerie et du monde de la nuit en particulier. Ce travail a donné un certain nombre de résultats : des boîtes de nuit, des restaurants et quelques agences immobilières sont condamnés pour discrimination raciale. Ainsi, SOS Racisme obtient la condamnation du restaurant du Bal du Moulin Rouge pour discrimination à l'emploi (jugement de la Cour d'appel de Paris en date du 17 octobre 2003). En juillet 2007, les sociétés Garnier (groupe l'Oréal) et Adecco étaient condamnées pour la même raison par la Cour d'appel de Paris. En 2001, la méthode du testing est considérée par la Cour de cassation comme source de preuve valable devant les tribunaux.
Lorsque des mouvements antiracistes s'opposent concernant la question du Proche-Orient, l'association clame son attachement au processus de paix selon elle mis à mal par la seconde Intifada. Elle dénonce la résurgence d'un nouvel antisémitisme en France à travers la publication en 2002 des antifeujs[réf. nécessaire], le livre blanc des violences antisémites en France cosigné avec l'UEJF. Depuis, les deux associations sont des partenaires privilégiés et ont organisé à partir de 2004 les soirées « Rire contre le racisme » qui se tenaient initialement au Zénith de Paris puis à son Palais des sports une fois par an en présence d'artistes comme Michel Boujenah, Dany Boon, Jean-Marie Bigard ou Gad Elmaleh. En 2009, la soirée Rire contre le Racisme s'est transformée en Rire Ensemble et a été diffusée en direct de l'Olympia par France 2 le 5 septembre. En 2003, l'UEJF et SOS Racisme créent une association étudiante nommée FEDER (Fédération des Enfants de la République), qui concourt de manière éphémère dans les scrutins universitaires[réf. nécessaire].
En juin 2003, une dizaine de comités locaux de SOS Racisme font scission du mouvement national, pour protester contre la nomination en tant que président national de Dominique Sopo, considéré comme « inconnu jusqu'alors à SOS Racisme » et bien davantage comme « une figure du MJS ». Ces comités déplorent également la nomination de Loubna Méliane, vice-présidente, au conseil national du Parti socialiste. Les nouveaux comités, attachés à l'indépendance politique de l'association, se séparent donc de SOS Racisme Paris, et fondent en juillet « SOS Racisme indépendant », qui changera bientôt de nom en « Stop Racisme », afin de bien se distinguer de leur ancienne organisation[source insuffisante].
Au milieu des années 2000, un changement de paradigme s'opère avec l'arrivée d'autres associations anti-racistes qui tiennent un discours différent de celui de SOS racisme . l'Express remarque que SOS racisme doit désormais composer avec le Parti des Indigènes de la République qui met en avant la notion de « décolonialisme » . Sa présidente Houria Bouteldja, critique SOS racisme pour « son refus de s’engager dans la dénonciation d’un racisme qui serait "systémique", organisé par l’Etat lui-même », alors que SOS racisme prône un « discours universaliste ». 

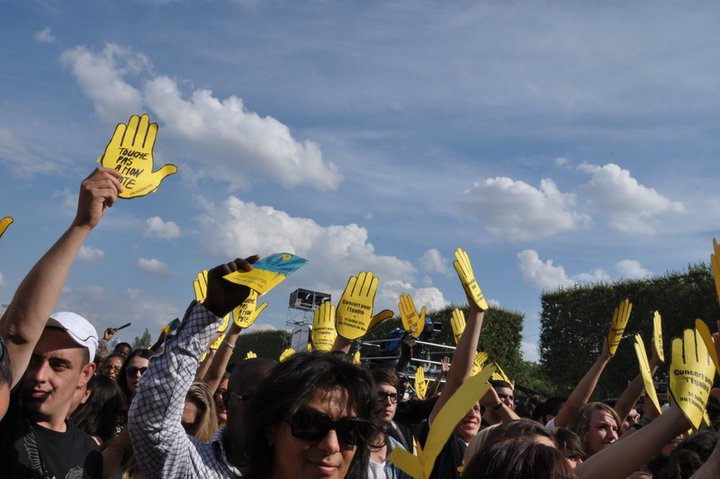
Concert pour l'égalité organisé par SOS Racisme à Paris, le 14 juillet 2011.

En février 2006, SOS Racisme prend position en faveur de la publication des caricatures de Mahomet du journal Jyllands-Posten dans Charlie Hebdo. Dominique Sopo, président de SOS Racisme, est témoin de Charlie Hebdo au procès des caricatures. À l'occasion de l'affaire des caricatures, SOS Racisme affirme un attachement très fort à la laïcité, considérée comme un pilier fondamental aussi bien du vivre-ensemble que comme une condition essentielle à l'existence d'un régime démocratique.
Le 4 octobre 2006, Dominique Sopo a accepté une mission de médiation à la demande de Nicolas Sarkozy, ministre de l'Intérieur, concernant l'affaire des expulsés de Cachan. Il a accepté cette mission avec Patrick Gaubert, président de la Ligue internationale contre le racisme et l'antisémitisme.
Le 14 octobre 2007, en collaboration avec Libération et Charlie Hebdo, SOS Racisme organise un grand rassemblement au Zénith de Paris contre l'amendement Mariani pour autoriser l'usage de tests ADN pour vérifier la réalité de toute filiation qui serait invoquée pour demander un regroupement familial. L'amendement est en fin de compte voté dans une forme très amoindrie à la demande du Sénat. Ces modifications ainsi que les réserves d'interprétation apportées par le Conseil constitutionnel rendent peu applicable cette disposition qui n'entrera donc pas en vigueur, faute de décret d'application.
SOS Racisme intente un procès pour « provocation à la haine raciale » contre le journaliste d'investigation Pierre Péan pour son ouvrage Noires fureurs, blancs menteurs. Rwanda, 1990-1994 (2005) consacré à la politique française au Rwanda. L'association se fonde sur le fait que Pierre Péan accolait aux Tutsis, victimes du génocide de 1994, une identité de menteurs et de dissimulateurs, retranscrivant pour ce faire les écrits coloniaux de Paul Dresse, auteur en 1940 d'un récit de voyage au Rwanda « au ton particulièrement raciste ». En novembre 2011, la Cour de cassation, après deux premiers jugements favorables à Pierre Péan, déboute définitivement l'association. L'avocate de Pierre Péan, Florence Bourg, souligne à cette occasion « le militantisme assez clair de SOS Racisme sur le Rwanda » et l'attitude de SOS Racisme qui traite ce qui relève du débat d'idées « dans une arène judiciaire ».
Le 14 juillet 2011, le Concert pour l’égalité organisé par SOS Racisme rassemble, selon l'organisation, un million de personnes sur le Champ de Mars à Paris.
Dans l'entre-deux-tours de l'élection présidentielle de 2017 qui oppose Marine Le Pen à Emmanuel Macron, SOS Racisme appelle à voter contre la candidate FN.
Lorsque l'Union syndicale Solidaires organise une réunion en non-mixité raciale en 2017, SOS Racisme dénonce l'initiative, la voyant comme étant « un très fumeux concept en vogue », affirmant « que cette façon de procéder renvoie à une vision racialiste que nous condamnons avec la plus grande fermeté car ne correspondant en rien à une dynamique antiraciste fondée, tout au contraire, sur le vivre ensemble et la rencontre ».
L'association se fait remarquer quand ses militants déploient le slogan « Non au racisme » au moment de la clôture du meeting politique d'Éric Zemmour le 5 décembre 2021 à Villepinte, où ils sont violemment pris à partie par des militants d'extrême-droite. SOS Racisme se retrouve dès lors ciblé par l'extrême droite, notamment à Bordeaux en 2022, où ses locaux sont vandalisés par un groupe d'ultradroite, Action directe identitaire, pour la première fois en quatre ans. Ce même jour, plusieurs autres associations engagées dans la lutte contre le racisme sont dégradées par la même organisation et la mairie de Bordeaux réunit en conséquence sa cellule de prévention des radicalisations,. En 2023, face à la trentaine de dégradations commises par ce groupe d'ultradroite nommé Action directe identitaire, SOS Racisme organise une manifestation en présence du maire Pierre Hurmic ainsi que de nombreuses associations pour dénoncer les agissements de l'extrême droite et obtient une rencontre avec le préfet de la Gironde à ce sujet.
En 2022, des testings menés sur les plages privées semblent montrer — comme de précédentes actions menées en 2019 — des discriminations raciales fréquentes sur les plages privées du littoral méditerranéen. Quelques mois plus tôt, des actions avaient également montré des discriminations parmi les agences immobilières.

## Situation au proche-orient entre Israel et la Palestine
Un engagement pris aux débuts de l'association, précise que la participation de l'union des étudiants juifs de France à SOS racisme est régie par un accord qui exclut « toute prise de position partisane de SOS-Racisme concernant le conflit israélo-arabe ».
Le 2 novembre 2023, Sos Racisme publie un communiqué déclarant que « Israël a le droit de se défendre » le jour où « 10 000 victimes sont dénombrés à Gaza »

## Budget et effectifs
Selon Philippe Juhem, auteur de la thèse de science politique SOS-Racisme : Histoire d’une mobilisation « apolitique », « La légende veut que SOS ait été créé à partir de deux prêts étudiants de 50 000 francs […]. Il est cependant plus probable que l'association a reçu au moment de sa création de l'argent provenant du cabinet de l'Élysée qui a permis aux militants de l'UNEF-ID de Villetaneuse de faire face aux premières dépenses – location du siège, lancement des premières séries du badge – que nécessitait le lancement de SOS. Ce versement est tenu secret pour ne pas écorner l'image d'autonomie « apolitique » du débiteur ».
Les moyens de l'association sont essentiellement assurés par les subventions de l'État français ou autres institutions étatiques, exécutifs régionaux et départementaux notamment. Selon le Rapport de vérification et de contrôle pour l'année 2009 publié au Journal officiel, le montant total des dons, adhésions et subventions s'élève à 904 596 euros. Le donataire le plus important est le Fonds d'aide et de soutien pour l'intégration et la lutte contre les discriminations (FASILD) avec 348 000 euros, puis 80 000 euros pour le Ministère de l'Éducation nationale, 46 000 euros pour le Ministère de la Jeunesse et des Sports. La Mairie de Paris et le Conseil régional d'Île-de-France participent respectivement pour 40 000 et 35 000 euros. Enfin, le Conseil de Développement de la Vie Associative, géré par le Haut Commissariat à la Jeunesse, participe pour 30 000 euros. Le principal donateur privé est, avec un don de 100 000 euros, Pierre Bergé, fondateur de Saint Laurent Rive gauche et proche officiellement au moins depuis les années 1980 du Parti socialiste. On notera encore la présence de l'organisation philanthropique américaine la Fondation Ford. Le total des subventions publiques s'élève ainsi à 64 % du total des dons et subventions.
Selon le ministère, la subvention de l'État français à la Licra était de 300 000 euros euros en 2019 et en 2020 et de 360 000 euros en 2021. En juillet 2022, la ministre déléguée Isabelle Lonvis-Rome, chargée de la Diversité et de l'Égalité des chances, annonce que le gouvernement versera 400 000 euros chaque année pendant trois ans à la Licra « afin de soutenir ses actions de lutte contre le racisme, l'antisémitisme et la haine anti-LGBT+ ».
Le montant total des cotisations d'adhésion en 2009 s'élève quant à lui à 18 669 euros, soit 2,06 % des ressources de l'association.
En 2011, Dominique Sopo avance que le nombre d'adhérents est de 10 000. En 2015, un nombre de 8000 est annoncé.

## Critiques
- Le sociologue Jean Baudrillard a comparé SOS Racisme à SOS Baleines : « Toute société doit se désigner un ennemi, mais elle ne doit pas vouloir l’exterminer. Ce fut l’erreur fatale du fascisme et de la Terreur, mais c’est celle aussi de la terreur douce et démocratique, qui est en train d’éliminer l’Autre encore plus sûrement que par l’holocauste. L’opération qui consistait à hypostasier une race et à la perpétuer par reproduction interne que nous stigmatisons comme abjection raciste, est en train de se réaliser au niveau des individus au nom même des droits de l’homme à contrôler son propre processus génétiquement et sous toutes ses formes. SOS-Racisme. SOS-baleines. Ambiguïté : dans un cas, c’est pour dénoncer le racisme, dans l’autre, c’est pour sauver les baleines. Et si dans le premier cas, c’était aussi un appel subliminal à sauver le racisme, et donc l’enjeu de la lutte anti-raciste comme dernier vestige des passions politiques, et donc une espèce virtuellement condamnée »[69].
- Serge Malik, qui fut l'un des membres fondateurs de l'association, dénonce ce qu'il considère comme une récupération de SOS Racisme par le pouvoir mitterrandien d'alors et notamment le rôle clé de Julien Dray dans cette instrumentalisation dans son livre Histoire secrète de SOS Racisme[70],[15].
- SOS Racisme a été critiqué à l'extrême-gauche par divers mouvements de l'immigration et d'autres (les anarchistes ont très tôt dénoncé ce groupe, selon eux créé de toutes pièces par le PS). Ainsi, Hamé, du groupe de rap La Rumeur, a écrit dans La Rumeur Magazine (no 1, 29 avril 2002), qu’« […] au travers d’organisations comme SOS Racisme, créée de toutes pièces par le pouvoir PS de l’époque pour contribuer à désamorcer le radicalisme des revendications de la Marche des beurs, l’égalité des droits devient l’égalité devant l’entrée des boîtes de nuit. La justice pour les jeunes tués par la police disparaît sous le colosse slogan médiatique « Touche pas à mon pote ! » ou « Vive le métissage des couleurs ! », etc. »
- Dans Fier d'être Français, l'historien Max Gallo critiquait le choix de la main jaune comme logo : « Il y a eu Vichy et l’étoile jaune ? On créa de toutes pièces, d'en haut, parmi les idéologues qui savaient ce qu'ils faisaient, la petite main jaune de SOS Racisme, pour faire comprendre que les citoyens de souche récente étaient en somme les Juifs d'aujourd'hui. […] De l’étoile jaune à la petite main jaune de SOS Racisme, on créait la première de ces confusions historiques qui allaient empoisonner les débats français »[71].
- Pierre Desproges dans Fonds de tiroirs[72] : « J’adhérerai à SOS-racisme quand ils mettront un S à racisme. Il y a des racistes noirs, arabes, juifs, chinois et même des ocre-crème et des anthracite-argenté. Mais à SOS-Machin, ils ne fustigent que le Berrichon de base ou le Parisien-baguette. C’est sectaire. »[73].
- En 2015, pour le journal L'Humanité, relayant les critiques d'autres associations antiracistes, SOS Racisme oscillerait entre utilisation politique (« outil de récupération piloté par le Parti socialiste ») et dévoiement de l'argent public « pompe à fric dévoyant la cause antiraciste », ne formant qu'une « coquille vide reine de l’événementiel »[74].

## Positions de SOS Racisme vis-à-vis du racisme antiblanc
L'association, pour sa part, présente son projet comme une lutte contre toutes les formes de racisme et de discrimination raciale, y compris celles tournées envers les blancs. À cet égard, comme le rapportent Le Figaro et Le Nouvel Observateur, l'association s'est positionnée notamment dans le cadre d'une affaire de racisme « antiblanc » sur l'île de Saint-Martin en 2006,. L'association s'est indignée de l'attitude des badauds qui se seraient réjouis de la mort accidentelle du gendarme Raphaël Clin et qui auraient proféré des propos racistes à son encontre,. SOS Racisme a annoncé par voie de communiqué qu'« après avoir contacté la famille du défunt, elle avait décidé de se porter partie civile »,.
De façon plus générale, Samuel Thomas, un des leaders de SOS Racisme, reconnaît que le racisme se trouve dans toutes les couches de la population française, y compris dans celles issues de l'immigration. Il considère donc nécessaire d'éduquer aussi bien les uns que les autres. Il refuse toutefois le terme de « racisme antiblanc » parce que non seulement il privilégierait une logique communautariste, mais aussi parce que le terme est instrumentalisé par l'extrême-droite. L'association dit vouloir lutter contre le racisme, sans faire de distinction communautariste et antagoniste entre les racismes. Peu de temps après la pétition de 2005 contre les « ratonnades anti-blancs », il déclara à ce sujet :

« SOS Racisme n’a jamais pratiqué l’angélisme sur les formes variées de racisme. Nous voulons éduquer les Français, mais aussi les publics issus de l’immigration. […] La pédagogie antiraciste ne peut supporter le discours de « victimisation », qui encourage les gens à ne défendre que leur communauté. Il faut défendre tout le monde. […] Nous ne pouvons accepter la notion de racisme anti-blanc parce qu’elle est une thèse défendue depuis longtemps par l’extrême-droite. »

L'association s'est également positionnée, en 2009, dans l'affaire de l'agression d'un passager blanc dans un bus de la RATP par une bande de jeunes noirs et maghrébins (et filmée par une caméra de surveillance). L'association qualifie l'agression de « raciste » et la condamne fermement. Elle déplore en même temps la récupération faite par l'« extrême-droite » de ce fait divers. Comme elle l'indique sur son site officiel :

« SOS Racisme a pris connaissance, comme tout le monde, de la vidéo de l’agression raciste qui s’est déroulée dans un bus de la RATP. Nous tenons en premier lieu à condamner fermement cette agression, et à rappeler que le racisme existe malheureusement pour tous. SOS Racisme n’est pas dupe de la récupération qui a été faite de cette vidéo. Nous déplorons l’usage qui est fait par certains, de cette agression raciste afin de véhiculer leurs propres idées et positions racistes sous couvert de dénoncer le racisme « anti-blanc ». Ces personnes dévoient le combat contre le racisme en se parant des habits de l’antiracisme, SOS Racisme reste très vigilant vis-à-vis de ces dérives. »

Elle a aussi porté plainte, conjointement à d’autres associations, contre Kémi Séba, le fondateur du groupuscule noir extrémiste Tribu Ka qui s’est fait connaître en 2006 pour ses propos incitant à la haine contre les Blancs et les Juifs, — une plainte pour laquelle ils obtiendront satisfaction avec la dissolution du groupuscule et le dédommagement d’un euro symbolique. Le président de SOS racisme Dominique Sopo remarquait à propos de ce groupuscule : « On se trouve face à un groupe raciste et antisémite qui s'oppose non seulement aux valeurs de la République, mais fait peser un danger sur le vivre ensemble avec son discours de haine ».

## Affaires et condamnations

### L'«affaire Dray»
En 2009, six membres de l'association SOS Racisme, dont le président Dominique Sopo, sont placés en garde à vue à la brigade financière dans le cadre de l'enquête sur des mouvements de fonds suspects sur les comptes de Julien Dray. Dominique Sopo, Cindy Léoni, Nathalie Fortis, chargée de relations presse de SOS racisme, et Thomas Persuy, directeur administratif et financier de l'association, font finalement l'objet d'un rappel à la loi.

### SOS Racisme et la FIDL condamnés aux prud'hommes
Le 12 avril 2013, SOS Racisme et la Fédération indépendante et démocratique lycéenne (FIDL) sont condamnés pour avoir licencié sans cause réelle et sérieuse Charlotte Allégret, ancienne vice-présidente de la FIDL, ancienne responsable des étudiants de SOS racisme, puis salariée permanente de la FIDL entre 2005 et 2010,.

### Témoignages contestés au procès de Vauvert
Le 16 mai 1999, Mounir Oubajja, un jeune de 18 ans, est abattu à la cité du Bosquet à Vauvert, par Joël Élie, qui a tiré depuis son balcon du dernier étage en croyant qu'on était en train de lui voler sa voiture. Cet homicide, repris par les médias nationaux, est aussitôt présenté comme un meurtre raciste, le meurtrier étant blanc et la victime maghrébine, emblématique des problèmes de banlieues dans un contexte de tensions et de violences entre le quartier HLM du bosquet à population immigrée et les habitants de la vieille ville. Le lendemain, les commerces de la ville sont incendiés et vandalisés. Le mobile semble d'autant plus clair que quatre personnes ayant assisté à la scène affirment, dans des attestations écrites destinées à la justice, avoir entendu le tireur proférer des injures racistes. Pourtant, en décembre 2000, lors du procès de Joël Élie devant la cour d'assises de Nîmes, les quatre témoins reviennent sur leurs déclarations. Ils « finissent par reconnaître que leur version des faits leur a plus ou moins été dictée par le vice-président de SOS-Racisme, venu « enquêter » dans la cité quelques jours après le meurtre » selon L'Express. Selon Libération, les témoins affirment respectivement avoir agi par colère, énervement et pour avoir été impressionné, l'un d'entre eux ne comprenant pas le terme « abusé » lorsqu'il est interrogé sur sa déposition aux gendarmes, où il déclare : « j'ai été abusé par le représentant d'une association ».

### Autres affaires
En 2015, le président de SOS Racisme 80 est condamné à six mois de prison ferme pour escroquerie aux subventions. Déjà attaqué sur sa gestion en 2005, Jacques Ebosse-Modiou Nyambe avait alors bénéficié du « soutien sans faille » de l’association nationale.

## Présidents
- Harlem Désir (1984-1992)
- Fodé Sylla (1992-1999)
- Malek Boutih (1999-2003)
- Dominique Sopo (2003-2012)
- Cindy Léoni (2012-2014)
- Dominique Sopo (2014-)

## Musique
Le slogan « Touche pas à mon pote » de l'association est également le titre d'une chanson de l'album Dia Dorim Noite Neon de 1985 du chanteur brésilien Gilberto Gil. Il s'est produit en 2003 pour son concert Show da paz au siège de l'ONU, à New York, lors duquel il a chanté cette chanson, après avoir lu un petit discours à propos du mouvement SOS Racisme.

## SOS Racisme en Europe
L'espagnole, SOS Racismo, a une structure décentralisée, qui pivote sur SOS Racismo Madrid. L'italienne SOS Razzismo à Rome et celle d'Allemagne SOS Rassismus ont été créées en 1983, année de la Marche pour l'égalité et contre le racisme. L'association norvégienne SOS Rasisme (en) a existé jusqu'en 2013 ; elle a disparu à la suite de malversations.